# Eudarcia kasyi
Eudarcia kasyi is een vlinder uit de familie van de Meessiidae. Deze soort is voor het eerst wetenschappelijk beschreven als Obesoceras kasyi door Günther Petersen in een publicatie uit 1971.
De soort komt voor in België, Tsjechië, Slowakije, Noord-Macedonië, Albanië, Bulgarije en Griekenland.